# SMS Kaiser Franz Joseph I
SMS Kaiser Franz Joseph I – austro-węgierski krążownik pancernopokładowy z końca XIX wieku. Jego bliźniaczą jednostka był SMS „Kaiserin Elisabeth”. W latach 1905–1906 okręt przeszedł remont. W jego trakcie z okrętu usunięto działa 240 mm i zmodernizowano artylerię mniejszego kalibru. Po remoncie składała się ona z dwóch armat 150 mm L/40, sześciu armat 150 mm L/35, 12 armat 47 mm L/44, dwóch armat 47 mm L/33. Uzbrojenie torpedowe pozostało bez zmian, na okręcie pozostawiono także dwa działa polowe 70 mm L/15 używane podczas desantów na ląd. W 1917 roku okręt rozbrojono. Od tego roku pełnił on rolę hulku mieszkalnego. Po I wojnie światowej hulk przekazano Francji. W październiku 1919 roku płynący przez zatokę Kotorską okręt otarł się o dno i w rezultacie doznanych uszkodzeń zatonął.